# Reduto de São José
O Reduto de São José localizava-se a Nordeste do Forte do Castelo de Belém, no flanco do Mosteiro dos Capuchos de Santo Antônio, dominando a praia, na cidade de Belém, no estado brasileiro do Pará.

## História
Este reduto foi erguido a partir de 1771 (SOUZA, 1885:35) por determinação do Governador e Capitão-general do Estado do Grão-Pará e Maranhão, Fernão da Costa de Ataíde Teive Sousa Coutinho (1763-1772) (GARRIDO, 1940:32-33). Era circundado por uma paliçada de madeira, e estava artilhado com quatro peças (BARRETTO, 1958:59).
Em 1807 o governador José Narciso de Magalhães de Meneses determinou unir o reduto à Bateria de Santo Antônio, que ficava entre o reduto e o Forte de São Pedro Nolasco, o que foi feito levantando-se um sei-baluarte e uma muralha em ângulo reentrante. (OLIVEIRA, 1968:747).
GARRIDO (1940) informa que este Reduto encontrava-se em ruínas em 1832, sendo posteriormente demolido (op. cit., p. 33).
OLIVEIRA (1968) esclarece que, naquele ano, estando em ruínas tanto o Reduto quanto a Bateria, a Câmara Municipal de Belém solicitou ao então Presidente da Província, José Joaquim Machado de Oliveira, permissão para desmanchar aquelas obras, para permitir o prolongamento das Travessas da Estrela e da Piedade até ao rio, com a construção de uma praça para facilitar os desembarques. Os trabalhos de demolição, entretanto, só se efetuaram alguns anos mais tarde (op. cit., p. 747).